# 拉斯维加斯带状公路
拉斯维加斯带状公路（英語：Las Vegas Beltway），是环绕内华达州拉斯维加斯的一条长50.5英里的高速公路。从其南端开始的最初11.1英里部分被标为215号州际公路（英語：Interstate 215）。